# Toutes folles de lui (film, 1988)
Pour plus de détails, voir Fiche technique et Distribution.
Toutes folles de lui (Johnny Be Good) est un film américain réalisé par Bud S. Smith (en), sorti en 1988.

## Synopsis
Un joueur de football prometteur rêve d'intégrer l'école qui lui fera grimper les sommets de la notoriété et de l'argent facile.

## Fiche technique
- Titre original : Johnny Be Good
- Titre français : Toutes folles de lui
- Réalisation : Bud S. Smith (en)
- Scénario : Steve Zacharias
- Photographie : Robert D. Yeoman
- Montage : Donn Cambern et William D. Gordean
- Musique : Jay Ferguson
- Producteur Exécutif : David Obst
- Société de production et de distribution : Cinema Research Corporation
- Pays d'origine :  États-Unis
- Langue originale : anglais
- Format : couleur - 35 mm - 1,85:1 - son Dolby Digital DTS
- Genre : Comédie
- Durée : 91 minutes
- Public : tous publics

## Distribution
Sauf indication contraire, les informations mentionnées dans cette section peuvent être confirmées par la base de données cinématographiques IMDb,  présente dans la section « Liens externes ».
- Anthony Michael Hall (VF : José Luccioni) : Johnny Walker
- Robert Downey Jr. (VF : Marc François) : Leo Wiggins
- Paul Gleason (VF : Pascal Renwick) : Wayne Hisler
- Uma Thurman (VF : Séverine Morisot) : Georgia Elkans
- Steve James (VF : Mostéfa Stiti) : le coach Sanders
- Seymour Cassel (VF : Serge Bourrier) : Wallace Gibson
- Michael Greene (en) (VF : Georges Atlas) : Tex Wade
- Marshall Bell (VF : Max André) : le chef Elkans
- Deborah May (en) : Mme Walker
- Michael Alldredge : Vinny Kroll
- Jennifer Tilly (VF : Joëlle Guigui) : Connie Hisler
- Jon Stafford : Bad Breath
- Peter Koch (en) : Pete Andropolous
- George Hall (VF : Georges Aubert) : Grand-père Walker
- Lucianne Buchanan (VF : Annie Balestra) : Lawanda Wade
- Tony Frank (en) (VF : Richard Leblond) : Joe Bob
- Adam Faraizl (VF : Brigitte Lecordier) : Randy Walker
- Megan Morris : Raylene Walker
- Hayley Ladner (VF : Séverine Morisot) : Juicy Dorfman
- Robert Downey Sr. (VF : Sylvain Lemarié) : Floyd Gandolfini, l'enquêteur de la NCAA
- Jack Gould (VF : Hubert Drac) : le prêtre
- Tim Rossovich (en) (VF : Georges Berthomieu) : le pompiste
- Traci-Ann Dutton (VF : Brigitte Lecordier) : la fille de l'hôtel
- John Hawkes : le livreur de pizza
- Ted Dawson (journaliste des sports) (VF : Hubert Drac) : lui-même
- Howard Cosell (en) (VF : Jacques Dynam) : lui-même
- Jim McMahon (VF : Philippe Peythieu) : lui-même
- Gary G. DeLaune (VF : Bernard Demory) : lui-même, le journaliste TV local
- John Pankow (VF : Hervé Jolly) : Lou Landers (non crédité)

 Source et légende : version française (VF) sur RS Doublage